# Bollman-Träger

Schematische Darstellung einer Brücke mit Bollman-Träger und unten liegender Fahrbahn.

Der Bollman-Träger (englisch Bollman Truss) ist ein nach seinem Erfinder Wendel Bollman benannter Brückenträger, der 1852 patentiert wurde. Der Träger war eine der ersten vollständig aus Eisen bestehende Konstruktion, die erfolgreich für den Bau von Eisenbahnbrücken verwendet werden konnte. Sie wurde beinahe ausschließlich in den USA eingesetzt und war bereits Mitte der 1870er Jahre nicht mehr gebräuchlich.

## Geschichte

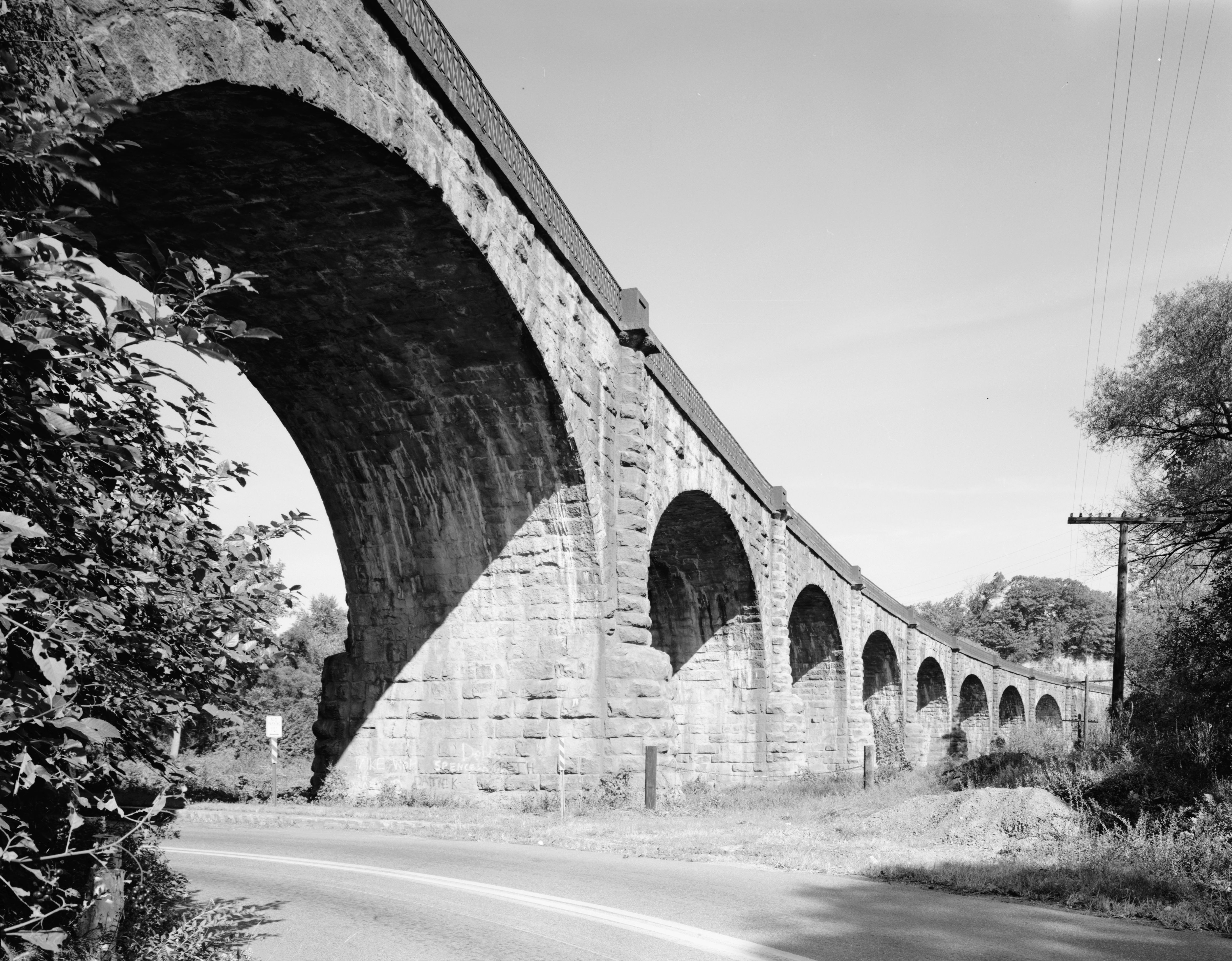
Thomas-Viadukt der Baltimore and Ohio Railroad. Die Gesellschaft hatte nicht genügend Geld um solche Steinbrücken auf dem ganzen Streckennetz zu bauen.

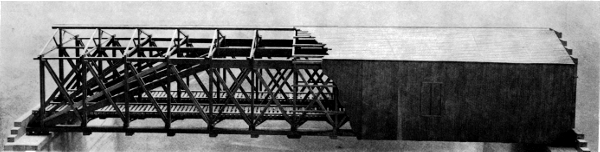
Modell einer Holzbrücke, wie sie vor der Verwendung von Bollman-Trägern durch die B&O eingesetzt wurde.

Der Bau der Baltimore and Ohio Railroad, der ersten längeren Eisenbahn in Amerika, verlangte nach kostengünstigen und dauerhaften Brücken. Holzbrücken waren ungeeignet, weil sie der Gefahr ausgesetzt waren, durch Brände zerstört zu werden. Steinbrücken waren zwar dauerhafter, machten aber bei breiteren Flüssen Pfeiler im Flussbett nötig, welche den Abfluss bei Hochwasser behinderten, außerdem musste die Trasse in einer Mindesthöhe über das Gewässer geführt werden, damit die Bögen der Brücke entsprechend der erforderlichen Spannweite genügend hoch gebaut werden konnten.
Benjamin Henry Latrobe, der leitende Ingenieur der Baltimore and Ohio Railroad, verwendete zunächst Holzbrücken, bei denen lediglich einige Knoten in Gusseisen und einige Zugglieder in Schmiedeeisen ausgeführt waren. Die tragende Struktur war nur teilweise ein richtiger Fachwerkträger, bei dem die Kräfte von Feld zu Feld weitergegeben wurden, vielmehr wurde der größere Teil der Kräfte mit diagonalen Streben direkt zu den Auflagepunkten der Brücke abgeleitet. Dieses funktionsfähige Tragwerk war eine einfache Weiterentwicklung von unterspannten oder überspannten Balken, hatte aber den Nachteil, dass die Auflager nicht nur rein vertikale Kräfte aufnehmen mussten, sondern auch einen Anteil an horizontalen Kräften. Sie mussten deshalb aus schwerem Mauerwerk gebaut werden.
Bei diesen Brückenbauten wurde Latrobe wahrscheinlich vom deutschstämmigen Wendel Bollman assistiert, der gelehrter Zimmermann war und später den Brückenbau vom Latrobe vollständig übernahm, damit sich Latrobe um den Weiterbau der Bahn nach Westen kümmern konnte. Bollman entwickelte die Konstruktion von Latrobe weiter, indem er auf das Holz im Tragwerk vollständig verzichtete.
Die erste Brücke mit vollständig aus Eisen hergestelltem Bollman-Träger wurde 1850 bei Savage in Maryland an der Bahnstrecke Washington–Baltimore über den Little Patuxent River gebaut. Sie ersetzte eine Holzbrücke und hatte eine Stützweite von 23 Meter. Zusammen mit der 1851 erbauten Brücke bei Bladensburg waren dies die ersten Bauwerke mit dem neuen Träger. Im selben Jahr ersetzte Bollman das 38 Meter lange Feld der Brücke über den Potomac River bei Harpers Ferry, welches die Gleise der Stichstrecke nach Winchester trug, die bereits über dem Fluss von denjenigen der Hauptlinie nach St. Louis abzweigten.

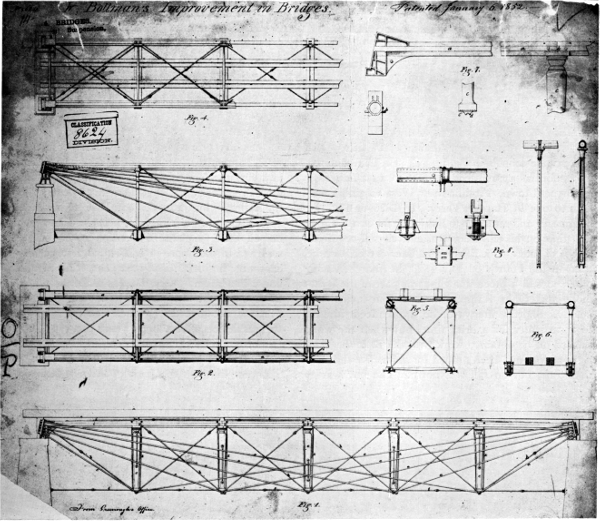
Originalzeichnung aus dem Patent von Bollman

Das Patent für den neuen Träger wurde im Januar 1852 an Bollman erteilt, so dass der Träger nach ihm benannt ist, wenngleich davon ausgegangen werden muss, dass wesentliche Teile der Konstruktion nicht von Bollman selbst entwickelt wurden. Der Träger wurde in Europa nie angewandt, erfuhr aber in Amerika eine größere Verbreitung, weil die Baltimore and Ohio Railroad umgehend daran ging ihre Holzbrücken durch Bollman-Träger zu ersetzen. Erst nach 1854, als sich Bollman selbständig machte und die eigene Brückenbaufirma W. Bollman and Company gründete, wurde die Konstruktion auch von anderen Bahnen angewendet.

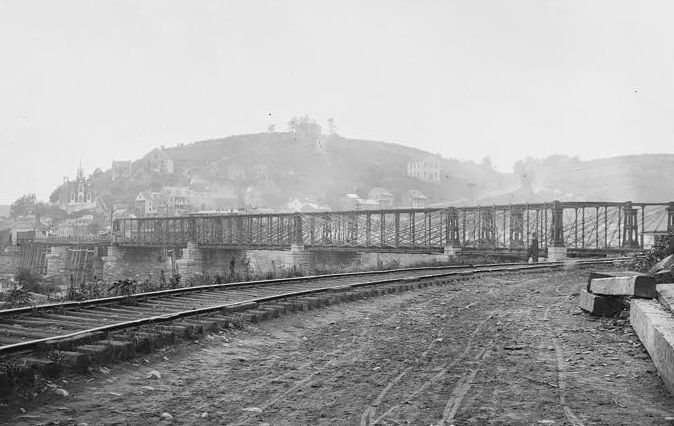
Die Brücke bei Harpers Ferry ungefähr 1863.

Obwohl während des Sezessionskrieges der Betrieb in Baltimore ruhte, leitete Bollman die Reparatur der Kriegsschäden der strategisch wichtigen Brücke über den Potomac River bei Harpers Ferry. Die zerstörten Felder wurden durch Bollman-Träger ersetzt, einige sogar zweimal. Nach dem Krieg nahm Bollmans Firma unter dem Namen Patapsco Bridge and Iron Works den Betrieb wieder auf. Sie baute neben den Brücken für die USA auch einige Exemplare für den Export nach Mexiko, Kuba und Chile.

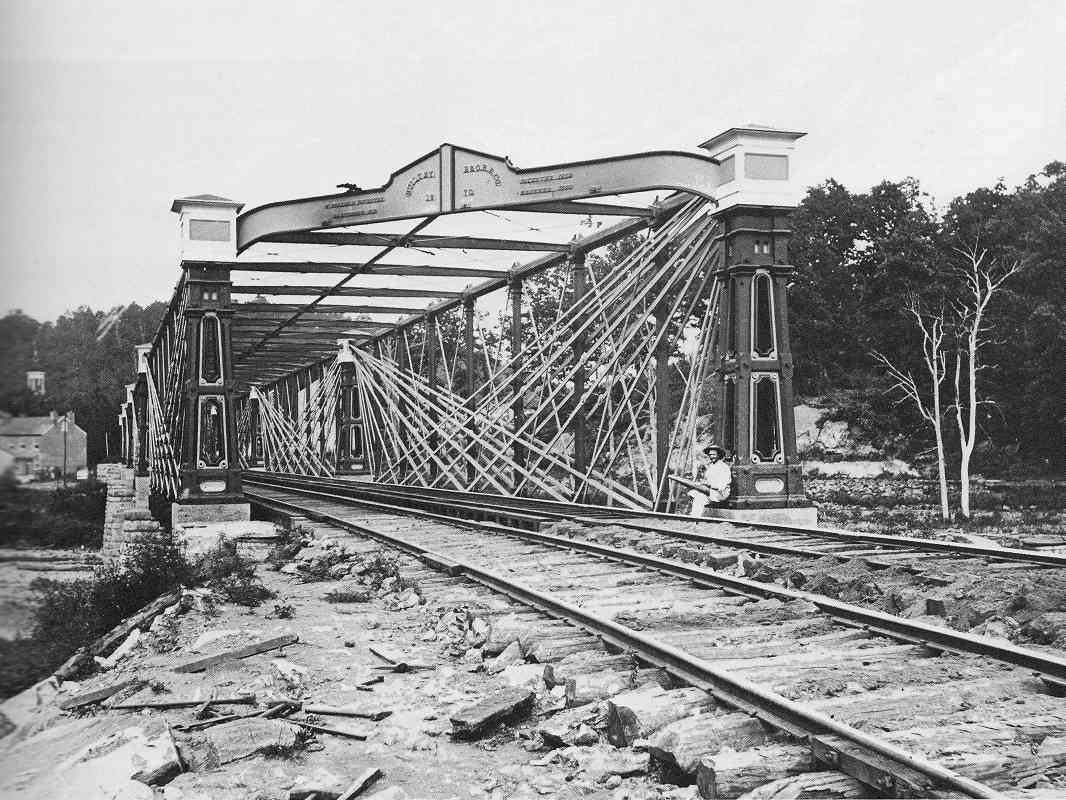
Lower Elysville Bridge bei Alberton MD erbaut 1870

Mitte der 1870er Jahre wurde der Bollman-Träger für neue Brücken nicht mehr angewandt. Die Abkehr von der Bauform hatte mehrere Gründe. Die wichtigsten dürften die zunehmenden Verkehrslasten sowie der Vertrauensverlust in die genügende Tragfähigkeit von Eisenbahnbrücken mit Gusseisenteilen gewesen sein. Anderseits gab es auch Fortschritte in der Berechnung von Tragwerken und es war am Markt eine größere Vielfalt von gewalzten Eisenprofilen verfügbar, so dass einfachere materialsparendere Bauformen möglich waren.

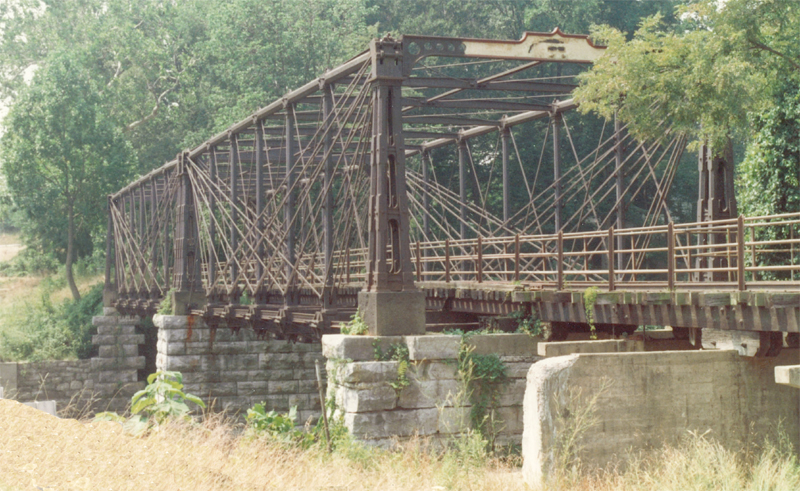
Erhaltene Bollman-Brücke bei Savage, Maryland.

Heute ist noch eine einzige Brücke mit einem Bollman-Träger erhalten, die in Savage, Maryland steht. Sie wird Bollman-Brücke genannt und wurde als technisches Denkmal in die Liste der Historic Civil Engineering Landmarks aufgenommen.

## Technik
Der Bollman-Träger ist kein Fachwerkträger, sondern abgespannter Träger. Ähnlich einem unterspannten Balken, ist der Obergurt des Trägers an der Unterseite mit Pfosten versehen, die mit Zugstäben an die Enden des Obergurtes angebunden sind. An den unteren Enden der Pfosten sind Querverbindungen angebracht, die verhindern, dass die Pfosten seitlich aus der Tragwerksebene wegkippen können, und zugleich die Fahrbahn tragen. Zusätzlich sind zwischen den Pfosten Diagonalstreben angebracht, welche den Träger steifer machen.
Im Gegensatz zu einem Fachwerkträger werden die Kräfte im Bollman-Träger nicht von Feld zu Feld weitergegeben, sondern ähnlich wie bei einer Schrägseilbrücke von einzelnen Punkten direkt zu den Auflagen abgeführt. Die auf die Auflagen wirkenden horizontalen Zugkräfte werden durch den Obergurt der Konstruktion aufgenommen, der nur auf Druck belastet ist und deshalb aus Gusseisen hergestellt werden konnte. Die Zugstäbe sind aus Schmiedeeisen gefertigt.
Der Träger war nur für Längen bis 45 m geeignet, darüber machte sich die ungleiche Wärmedehnung der an einem Punkt angreifenden verschieden langen Zugglieder zu stark bemerkbar.